# Indicația Geografică Protejată Ștefan Vodă
Indicația Geografică Protejată Ștefan Vodă cuprinde o arie geografică vitivinicolă delimitată pentru producerea vinurilor cu acest semn de calitate, amplasată în sud-estul Republicii Moldova. Se atribuie vinurilor albe, roze și roșii seci și demiseci produse în aria geografică delimitată cu condiția respectării prevederilor Caietului de sarcini aprobat de Ministrul Agriculturii, Dezvoltării Regionale și Mediului a Republicii Moldova.

## Istorie
La mijlocul mileniului I î.e.n., grecii antici au fondat o mulțime de colonii pe malurile Mării Negre. Grecii din orașul Milet (acum în Turcia, pe malul Mării Egee) au întemeiat la gura râului Nistru colonia Tiras, care a devenit un oraș înfloritor în sfera meșteșugurilor și a comerțului. Acolo erau aduse și depozitate vinuri și obiecte de lux produse în lumea mediteraneană și în Orientul Apropiat. Ulterior, ele erau expediate în interiorul țării, la tyrageți, un trib geto-dacic care popula bazinul Nistrului. Cercetările arheologice au atestat pe valea Nistrului de Jos, de la Tighina până la Palanca, un număr mare de amfore grecești pentru vin. 
În prima jumătate a secolului al XIX-lea, unii cetățeni elvețieni s-au stabilit în satele basarabene ale regiunii Nistrului de Jos (la Purcari, Răscăieți, Olănești). Ulterior, în anii 1850-1860, li s-au alăturat unii coloniști elvețieni veniți din Șaba. Conform unor date din 1823, coloniștii elvețieni au primit câte 60 desetine de pământ pentru fiecare familie și 36 de grădini vechi, rămase din timpul stăpânirii turcilor. Sub influența viticultorilor franco-elvețieni la Purcari s-a început valorificarea terenurilor virane, au fost plantate vii pe pante de-a lungul râului Nistru, iar ca urmare, s-a îmbunătățit calitatea vinurilor. Metoda cultivării viilor pe pantă a fost preluată și de viticultorii moldoveni, extinzând considerabil plantațiile cu vie de la Purcari, Răscăieți, Olănești.
La sfârșitul secolului al XIX-lea viticultura a căpătat o dezvoltare semnificativă în satele Purcari, Olănești, Crocmaz, Tudora, Răscăieți și Talmaza. Localitățile Purcari și Răscăieți se evidențiau ca centre vinicole principale, datorită vinurilor roșii de calitate înaltă. la Talmaza de asemenea erau condiții bune de producere a vinurilor de calitate. 
În 1893, la Purcari a fost deschisă o școală agricolă cu terenuri experimentale, în care disciplinele viticultura și vinificația aveau prioritate.
Vinurile de Rară neagră obținute în localitățile Purcari, Răscăieți, Leuntea, Talmaza erau realizate la cele mai mari prețuri din Moldova; soiul a devenit emblematic pentru această arie delimitată. Și la Căușeni se produceau vinuri roșii din Rară neagră și Tentiurie, dar și din soiul Căușeni în amestec cu Rară neagră.
În Cimișlia, Valea Perjei, Gura Galbenei, a fost format un raion de producere a vinurilor albe din soiurile Derjanca, Aligote, Gamay și Muscat. Ulterior viticultura și vinificația s-a dezvoltat și în satele Selemet, Javgur, Marienfeld și altele din raionul Cimișlia. 
În aria delimitată este amplasată și activează cea mai veche vinărie din Moldova – Purcari – fondată în anul 1827, vinurile căreia au ajuns pe masa reginelor Victoria și Elisabeta a II-a a Regatului Unit al Marii Britanii, dar și a ultimului țar al Rusiei, Nicolae al II-lea, iar, mai târziu și la Casa Regală din România.
În perioada sovietică viticultura și vinificația erau printre îndeletnicirile principale ale populației din regiune. Fabrici de prelucrare primară a strugurilor funcționau în localitățile Purcari, Răscăieți, Talmaza, Tudora, Carahasani, Popeasca, Volintiri, Căușeni, Leuntea, Sălcuța, Săiți, Căinari, Cimișlia, Fetița, Cicur-Mingir, Javgur, Valea Perjei, Selemet, Basarabeasca, Iserlia ș.a. Unele întreprinderi erau dotate cu linii de îmbuteliere a vinului, iar celelalte întreprinderi produceau doar vinuri materie primă și le realizau în vrac.
Începând cu anii 1990, sectorul vitivinicol al țării a trecut prin mai multe reforme și schimbări. Pământurile, inclusiv terenurile cu plantații viticole, au fost repartizate țăranilor sub formă de cote, majoritatea întreprinderilor vinicole existente au fost privatizate și nu aveau materia primă proprie. Ulterior, datorită adoptării legislației naționale, subvenționării din partea statului și a donatorilor externi, au început să apară întreprinderi private producătoare de struguri, mici producători de vinuri, multe întreprinderi vinicole și-au fondat plantații viticole proprii, au modernizat utilajul și tehnologiile, care au dus la creșterea calității strugurilor și respectiv a vinurilor.
În anul 2015, Republica Moldova a ajustat legislația națională și baza normativă din domeniul vitivinicol la cerințele regulamentelor europene, a implementat clasificarea vinurilor în dependență de nivelul de calitate – sistemul de calitate al denumirilor de origine și indicațiilor geografice.
Indicația Geografică Protejată Ștefan Vodă este înregistrată la AGEPI de către Uniunea de persoane juridice Asociația Producătorilor de Vinuri cu IGP Ștefan Vodă pentru protecție la nivel național din 7 februarie 2012, iar din 18 octombrie 2016 este recunoscută și la nivel european, de către 28 de țări ale UE în baza Acordului de Asociere cu UE.

## Areal de producere

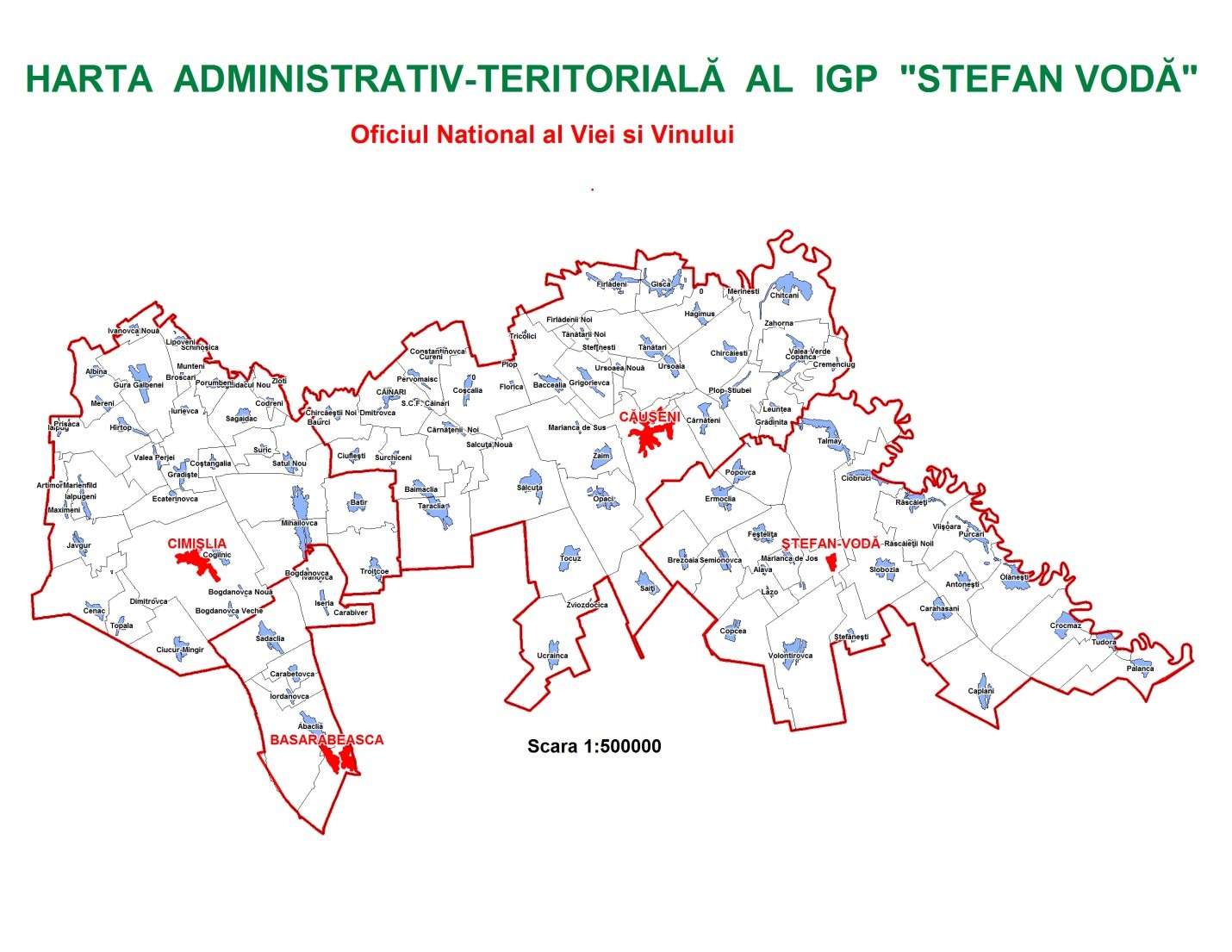
Harta Administrativ-Teritorială a IGP Ștefan Vodă

Aria geografică delimitată pentru IGP Ștefan Vodă este amplasată în zona de sud-est a țării, cuprinde circa 10 mii ha de plantații viticole și include localitățile din 4 raioane administrativ-teritoriale: Ștefan Vodă, Căușeni, Cimișlia și Basarabeasca.
Regiunea IGP Ștefan Vodă se întinde pe o suprafață de 3.428 km2 și are o populație de 206.568 de locuitori. Cuprinde următoarele areale naturale: lunca râului Botna, terasele Nistrului și Câmpia Moldovei de Sud. Pe teritoriul regiunii curge fluviul transfrontalier Nistru și râurile interioare Botna și Cogâlnic.

## Terroir

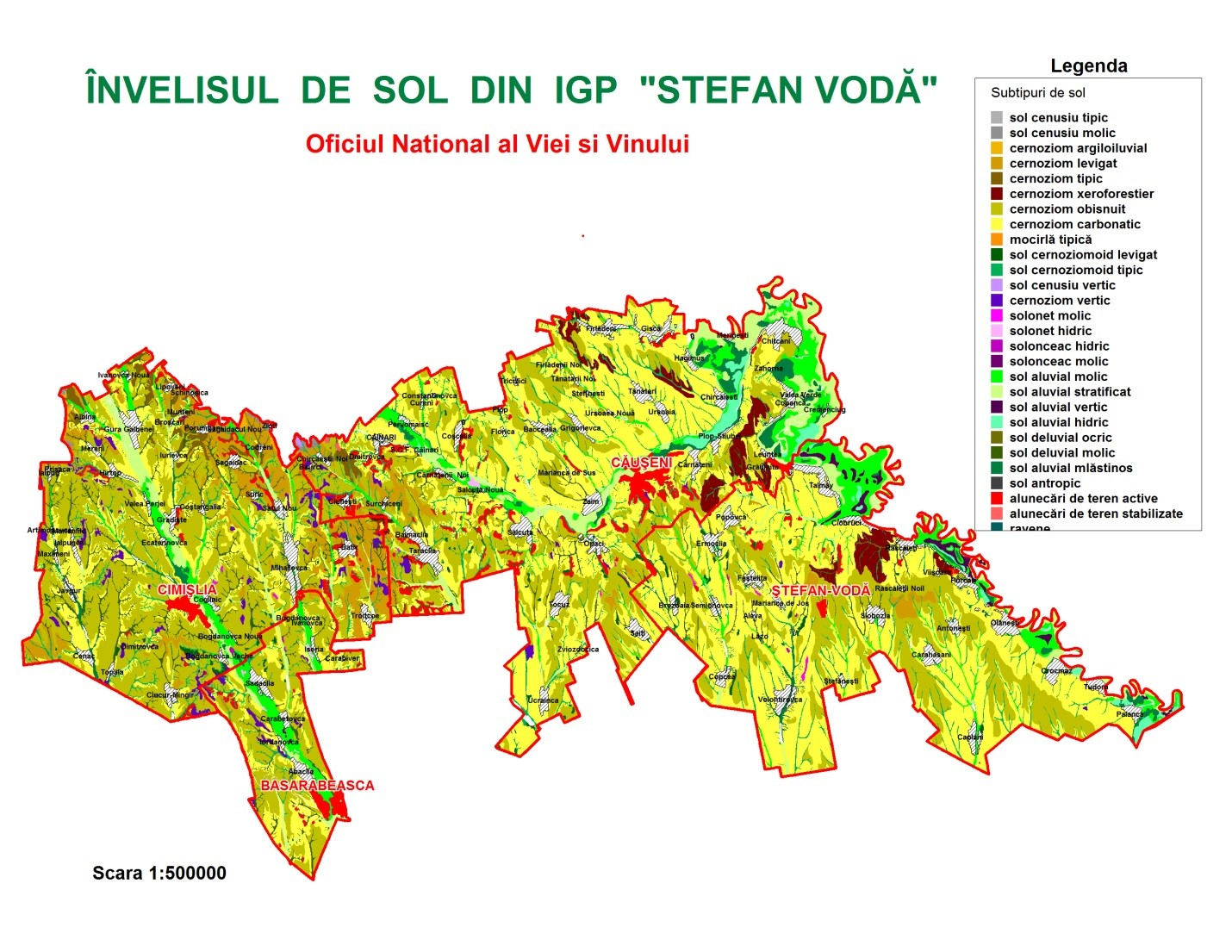
Învelișul de sol din IGP Ștefan Vodă

Calitatea, reputația și caracteristicile organoleptice distinctive ale vinurilor cu IGP Ștefan Vodă sunt favorizate de factori naturali (climă, sol, pedologie, soiuri de struguri, tradiții, specialiști etc.) și uman, care împreună formează un terroir.
Predomină 3 forme de relief: câmpii, coline și terase de-a lungul râului Nistru. O formă de relief specifică reprezintă unitatea dintre văi și dealuri. Altitudinea variază între 120 m și 160 m.
Clima este însorită și cu precipitații limitate, influențată de briza Mării Negre și a râului Nistru. Suprafața acvatică a râului Nistru formează o microclimă prielnică pentru cultivarea viței de vie, în special a soiurilor cu bob negru. 
- Temperatura medie anuală constituie 10-11 ° C. Insolația intensă în decursul anului însumează 2270 de ore. Suma precipitaților anuale este de 390-450 mm.

Solurile sunt castanii și podzolice, cernoziomuri obișnuite și carbonatate bogate în humus (150-190 t/ha) și microelemente. Sunt bogate în rubidiu, ce conferă vinurilor roșii o culoare purpurie intensă, specifică și vinurilor bordoleze.
Plantațiile viticole beneficiază de expoziție predominant estică, nordică și nord-estică, În Purcari și Răscăieți cele mai bune vinuri se obțineau de pe sectoarele amplasate pe expoziții cu versanți nordici. Vânturile dinspre Marea Neagră îmblânzesc gerul iernii, iar vara domolesc arșița.
Pentru producerea vinurilor cu IGP Ștefan Vodă de către Oficiul Național al Viei și Vinului sunt luate în evidență 1.204 ha de plantații viticole. Circa 53% din ele sunt înființate cu soiuri de struguri cu bob negru și 47% cu soiuri albe.
| Soiuri cu bob negru         | Soiuri albe               |
| --------------------------- | ------------------------- |
| Cabernet Sauvignon – 273 ha | Chardonnay – 222 ha       |
| Merlot – 192,5 ha           | Sauvignon blanc – 99,2 ha |
| Pinot Noir – 53,9 ha        | Riesling – 69 ha          |
| Malbec – 26,43 ha           | Pinot Gris – 54 ha        |
|                             | Viorica – 26,18 ha        |

Circa 6% din suprafața plantațiilor luate în evidență constituie cele înființate cu soiuri de struguri autohtone și soiuri noi de selecție moldovenească, precum Fetească neagră, Rară neagră, Fetească albă, Fetească regală și Viorica.

## Asociația Producătorilor de Vinuri cu IGP Ștefan Vodă
Asociația Producătorilor de Vinuri cu Indicația Geografică Protejată Ștefan Vodă a fost fondată la 15 iunie 2011 de către producătorii de struguri și de vinuri care își desfășoară activitatea economică în aria geografică delimitată. Din această Asociație fac parte următoarele companii:
- ÎM “Basarabia-Lwin Invest” SRL;
- FCP “Bebei Prim” SRL;
- “Bogatmos” SRL;
- Agrofirma “Cimișlia” SA;
- “Clasicvinagro” SRL;
- “Domeniile Sertus” SRL;
- “Good Season” SRL;
- “Grape Alliance” SRL;
- “Javgurvin Grup” SRL;
- “Lion Gri” SRL;
- “Sălcuța” SRL;
- “Suvorov-Vin” SRL;
- “Timbrus Purcari Estate” SRL;
- ÎM “Vinăria Purcari” SRL;
- “Vitis Vin Volintiri” SRL;
- “Volcom-Agro” SRL.